# Aziatische bergsalamanders
Aziatische bergsalamanders (Batrachuperus) zijn een geslacht van salamanders uit de familie Aziatische landsalamanders (Hynobiidae). De groep werd voor het eerst wetenschappelijk beschreven door George Albert Boulenger in 1878.
Er zijn zes soorten die voorkomen in delen van Azië en leven in westelijk China en Myanmar.

## Taxonomie
Geslacht Batrachuperus
- Soort Batrachuperus karlschmidti
- Soort Batrachuperus londongensis
- Soort Batrachuperus pinchonii – Hoornvoetsalamander
- Soort Batrachuperus taibaiensis
- Soort Batrachuperus tibetanus
- Soort Batrachuperus yenyuanensis